# Greenfields (Západní Austrálie)
Greenfields (též Goegrup či Riverside Gardens) je východní předměstí západoaustralského města Mandurah. Jméno dostalo podle názvu Greenfields Estate, který pro tuto oblast používali realitní makléři v 80. letech 20. století.[zdroj?] V obci je několik domovů pro seniory a rekreační areál. V roce 2011 zde žilo 9 939 obyvatel.